# Arsinoitheriidae

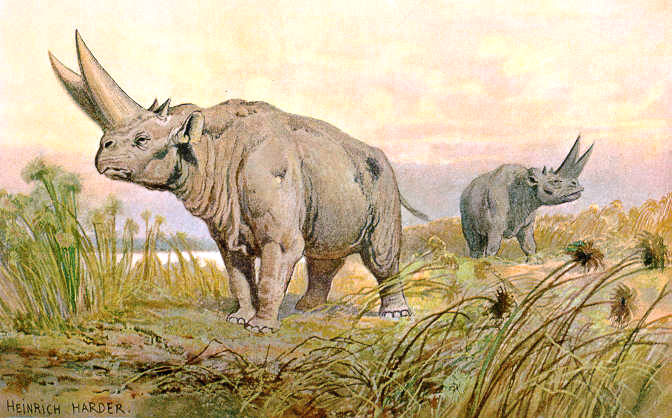
Реставрація

Arsinoitheriidae — родина ссавців, що належать до вимерлого ряду Embrithopoda. Скам'янілості були знайдені на Близькому Сході, в Африці, Азії та Румунії. Зовні схожі з сучасними носорогами; однак вони не були тісно пов’язані з ними, натомість вони були більш тісно пов’язані з даманами, слонами, сиренами.